# Fenomenología (filosofía)

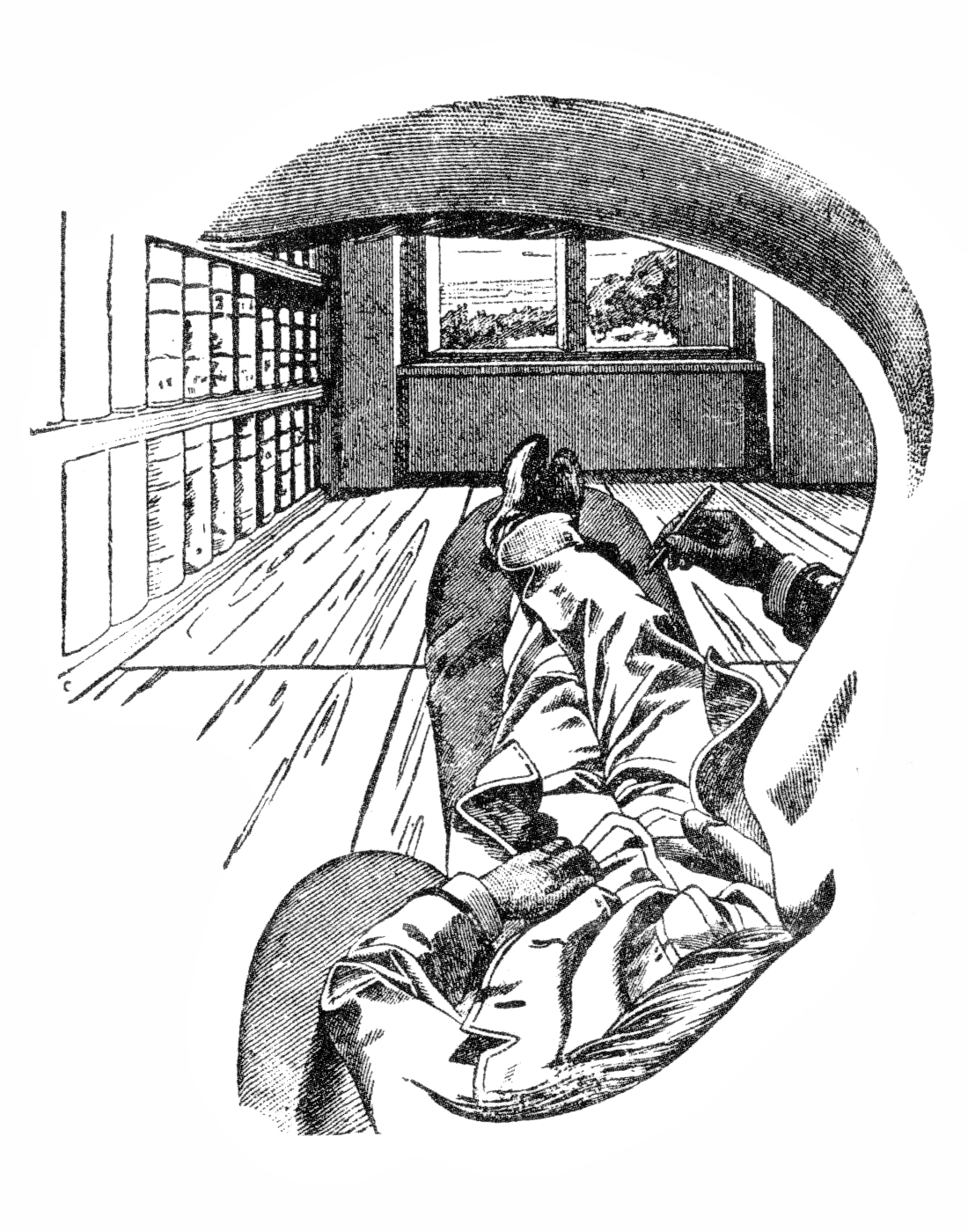
Perspectiva interna, dibujo de Ernst Mach.

La fenomenología (del griego antiguo φαινόμενoν, 'aparición', 'fenómeno', y λογος, 'estudio', 'tratado') es el estudio filosófico del mundo en tanto se manifiesta directamente en la conciencia; el estudio de las estructuras de la experiencia humana. Aunque es una empresa completamente empírica (en la tradición de Locke, Hume y Kant), se distingue de la ciencia por no intentar explicar los fenómenos en términos de objetos externos al sujeto (noúmeno), sino que se limita a describirlos y entenderlos en sus propios términos.
La fenomenología es un amplio movimiento filosófico fundado en los primeros años del siglo XX por Edmund Husserl y luego fue ampliado por un círculo de sus seguidores en las universidades de Gotinga y Múnich en Alemania. Esta filosofía se extendió luego a Francia, Estados Unidos y otros lugares, a menudo en contextos muy alejados de los primeros trabajos de Husserl.
Aunque la fenomenología no es un movimiento unitario, todos los fenomenólogos comparten la búsqueda de un conocimiento que apela exclusivamente a la experiencia evidente, carente de hipotetización y modelos conceptuales del mundo. Esto se ve reflejado en el lema de Franz Brentano «¡A las cosas mismas!», donde por «cosas» se entienden los objetos mentales.
Aunque el término «fenomenología» fue usado muchas veces en la Historia de la filosofía antes de Edmund Husserl (1859-1938), el uso moderno de la palabra está ligado explícitamente al método y proyecto filosófico que este denominó fenomenología trascendental. El uso posterior del término está basado principalmente en la fenomenología de Husserl o relacionado críticamente con ella. 
La fenomenología se contrapone al fenomenalismo, que reduce los estados mentales y los objetos físicos a complejos de sensaciones, y al psicologismo, que trata las verdades lógicas o los principios epistemológicos como productos de la psicología humana.. En particular, la fenomenología trascendental, tal como fue esbozada por Edmund Husserl, pretende llegar a una comprensión objetiva del mundo a través del descubrimiento de estructuras lógicas universales en la experiencia subjetiva humana.
Existen importantes diferencias en la forma en que las distintas ramas de la fenomenología abordan la subjetividad. Por ejemplo, según Martin Heidegger, las verdades están situadas contextualmente y dependen del contexto histórico, cultural y social en el que emergen. Otros tipos incluyen la fenomenología hermenéutica, genética y encarnada. Todas estas diferentes ramas de la fenomenología pueden ser vistas como representantes de diferentes filosofías a pesar de compartir el enfoque fundacional común de la investigación fenomenológica; es decir, investigar las cosas tal y como aparecen, independientemente de cualquier marco teórico particular.
Algunos fenomenólogos influyentes fueron Edmund Husserl, Martin Heidegger, Maurice Merleau-Ponty y Max Scheler.

## Etimología
El término fenomenología deriva del Griego φαινόμενον, phainómenon ("lo que aparece") y λόγος, lógos ("estudio"). Entró en la lengua inglesa hacia finales del siglo XVIII y apareció por primera vez en conexión directa con la filosofía de Husserl en un artículo de 1907 en The Philosophical Review.
En filosofía, "fenomenología" (o fenomenología trascendental) se refiere a la tradición inaugurada por Edmund Husserl a principios del siglo XX. El término, sin embargo, había sido utilizado en diferentes sentidos en otros textos de filosofía desde el siglo XVIII. Entre ellos, los de Johann Heinrich Lambert (1728-1777), Immanuel Kant (1724-1804), G. W. F. Hegel (1770-1831; el enfoque filosófico de Hegel se denomina a veces fenomenología dialéctica), y Carl Stumpf (1848-1936), entre otros.
Fue, sin embargo, el uso de Franz Brentano (y, como reconoció más tarde, Ernst Mach) el que resultaría definitivo para Husserl. De Brentano, Husserl tomó la convicción de que la filosofía debe comprometerse con la descripción de lo que está "dado en directa 'autoevidencia'".
Un elemento central del proyecto fenomenológico de Brentano fue su teoría de la intencionalidad, que desarrolló a partir de su lectura de la obra de Aristóteles Acerca del alma. Según la tradición fenomenológica, "la estructura central de una experiencia es su intencionalidad, estar dirigida hacia algo, ya que es una experiencia de o sobre algún objeto" . También, en esta teoría, cada acto intencional está implícitamente acompañado por una conciencia secundaria, pre-reflexiva del acto como propio.

## Descripción general
La fenomenología procede sistemáticamente, pero no intenta estudiar la conciencia desde la perspectiva de la psicología clínica o la neurología. En su lugar, busca determinar las propiedades y estructuras esenciales de la experiencia. La fenomenología no es una cuestión de introspección individual: un relato subjetivo de la experiencia, que es el tema de la psicología, debe distinguirse de un relato de la experiencia subjetiva, que es el tema de la fenomenología. Su tema no son los estados mentales, sino las cosas del mundo consideradas de cierta manera.
La fenomenología es una reacción directa al psicologismo y al fisicalismo de la época de Husserl. Toma como punto de partida la cuestión de cómo es posible la objetividad en absoluto cuando la experiencia del mundo y sus objetos es completamente subjetiva.
Lejos de ser una forma de subjetivismo, los fenomenólogos sostienen que el ideal científico de una tercera persona puramente objetiva es una fantasía. La perspectiva y las presuposiciones del científico deben articularse y tenerse en cuenta en el diseño del experimento y la interpretación de sus resultados. En la medida en que la fenomenología es capaz de lograr esto, puede ayudar a mejorar la calidad de la investigación científica empírica.
A pesar de la diversidad interna del campo, Shaun Gallagher y Dan Zahavi sostienen que el método fenomenológico se compone de cuatro pasos básicos: la époche, la reducción fenomenológica, la variación eidética y la corroboración intersubjetiva.
1. La époche es el término de Husserl para el procedimiento mediante el cual el fenomenólogo se esfuerza por suspender el sentido común y los supuestos teóricos sobre la realidad (lo que él denomina la actitud natural) para atender sólo a lo que se da directamente en la experiencia. No se trata de un movimiento escéptico; la realidad nunca está en duda. El propósito es verla más de cerca, tal y como es en realidad.[14] La idea subyacente es que los objetos son "experimentados y revelados de la forma en que son, gracias a la forma en que está estructurada la conciencia".[14]
2. La reducción fenomenológica está estrechamente vinculada a la époche. El objetivo de la reducción es analizar las correlaciones entre lo que se da en la experiencia y las estructuras específicas de la subjetividad que conforman y posibilitan esa dación. Esto "conduce de vuelta" (latín: re-ducere) al mundo.[14]
3. La variación eidética es el proceso de despojarse imaginativamente de las propiedades de las cosas para determinar qué es lo esencial en ellas, es decir, cuáles son las características sin las cuales una cosa no sería lo que es (Eidos es la palabra griega de Platón para la esencia de una cosa). Significativamente para el investigador fenomenológico, la variación eidética puede practicarse sobre los propios actos de conciencia para ayudar a clarificar, por ejemplo, la estructura de la percepción o de la memoria. Husserl reconoce abiertamente que las esencias descubiertas por este método incluyen diversos grados de vaguedad y también que tales análisis son derrotables. Sin embargo, sostiene que esto no socava el valor del método.[14]
4. La "corroboración intersubjetiva" consiste simplemente en compartir los resultados propios con la comunidad investigadora en general. Esto permite realizar comparaciones que ayudan a separar lo que es idiosincrásico para el individuo de lo que podría ser esencial para la estructura de la experiencia como tal.[14]

Según Maurice Natanson, "La radicalidad del método fenomenológico es a la vez continua y discontinua con el esfuerzo general de la filosofía por someter la experiencia a un escrutinio fundamental y crítico: no dar nada por sentado y mostrar la garantía de lo que pretendemos saber." Según Husserl, la suspensión de la creencia en lo que ordinariamente se da por supuesto o se infiere por conjetura disminuye el poder de lo que habitualmente se abraza como realidad objetiva. En palabras de Rüdiger Safranski, "[la] gran ambición de Husserl y sus seguidores era hacer caso omiso de todo lo que hasta entonces se había pensado o dicho sobre la conciencia o el mundo [mientras] buscaban una nueva manera de dejar que las cosas [que investigaban] se acercaran a ellos, sin encubrirlas con lo que ya sabían."

## Fenomenólogos notables
A continuación se presenta una lista cronológica de pensadores importantes en el desarrollo de la fenomenología, con comentarios breves sobre sus contribuciones:
- Friedrich Christoph Oetinger (1702-1782): Pietista alemán, usó el término en el estudio del "sistema divino de relaciones".
- David Hume (1711-1776): Filósofo empirista escocés, considerado escéptico. Aunque esta conexión es algo tendenciosa, Hume, en su Tratado sobre la Naturaleza Humana, parece tomar un enfoque fenomenológico o psicológico al describir el proceso de razonamiento de la causalidad en términos psicológicos. Esta es también la inspiración para la distinción kantiana entre la realidad nouménica y la fenoménica.
- Johann Heinrich Lambert (1728-1777): Matemático, físico y filósofo de la teoría de la apariencias que son la base del conocimiento empírico.
- Immanuel Kant (1724-1804): En la Crítica de la razón pura, diferenció entre objetos como fenómenos, que son los objetos formados y asimilados por la sensibilidad humana y el entendimiento, de los objetos como cosas-en-sí o noumenos, que no se nos aparecen en el espacio y el tiempo y sobre los que no podemos hacer juicios legítimos.
- Georg Wilhelm Friedrich Hegel (1770-1831): Cuestionó la doctrina de Kant de la cosa-en-sí que no se puede conocer, y declaró que al conocer los fenómenos más plenamente, podemos llegar gradualmente a una conciencia de la verdad absoluta y espiritual de la Divinidad.
- La Fenomenología del espíritu de Hegel, publicada en 1807, provocó numerosas opiniones encontradas, incluyendo los trabajos existencialistas de Søren Kierkegaard, Martin Heidegger y Jean-Paul Sartre, así como el trabajo materialista de Marx y sus muchos seguidores.
- Franz Brentano (1838-1917): Con su psicología descriptiva fue un precursor de la fenomenología. Tuvo a Edmund Husserl como discípulo e influyó en su visión de la intencionalidad, que, sin embargo, difiere de la suya en puntos importantes. También fue maestro de Sigmund Freud.
- Eugenio María de Hostos (1839-1903): Utilizó el método fenomenológico indirectamente en su Tratado de Moral.
- Carl Stumpf (1848-1936): Lo usó para referirse a una ontología del contenido sensorial.
- Edmund Husserl (1859-1938): Es conocido como el padre de la fenomenología. Concibió a la fenomenología como un proyecto colectivo en el que se cumpliría el ideal de hacer de la filosofía una ciencia rigurosa y radicalmente crítica respecto de sus propios fundamentos. Husserl desarrolla la idea de intencionalidad de la conciencia, según la cual conciencia es siempre conciencia de algo, es decir, se refiere siempre a un objeto. En la concepción de Husserl, la fenomenología es una ciencia de esencias sobre la conciencia y los objetos intencionales a los que ésta se refiere.
- Max Scheler (1874-1928): Desarrolló aún más el método fenomenológico de Edmund Husserl y lo extendió para incluir una reducción del método científico.
- Ernst Cassirer (1874-1945): Desde la superación del Kantismo, reinterpreta la necesidad de la dimensión trascendental de los conceptos mediante el nuevo concepto de función. Estudia asimismo la dimensión humana como "animal simbólico" y de lenguajes que se formalizan en tres sistemas simbólicos, cada uno según una función: El sistema de los mitos como función expresiva; el sistema del lenguaje común que responde a una función intuitiva; y el sistema de las ciencias que responde a una función representativa y significativa. El conocimiento del mundo se interpreta así en una dimensión cultural y social.
- Gaston Bachelard (1884-1962): Epistemólogo, eminente literato y psicólogo francés, elaboró una "fenomenología" de la imaginación material y redefinió el concepto de símbolo en la fenomenología de las religiones. Sin embargo, su "fenomenología" tiene mayor influencia del vitalismo francés, que de los estudios de Husserl.
- Dietrich von Hildebrand (1889-1977): Alemán, discípulo de Husserl y Scheler. Su ética utiliza la "respuesta al valor", basada en Scheler, pero distanciándose de él en aspectos importantes. Realizó una intensa labor anti-nazista (a diferencia de Heidegger), por la que tuvo que huir de Alemania. Entre sus obras más importantes se encuentran Estética, La esencia del amor, Ética, Qué es la filosofía, El corazón, y la obra de carácter espiritual Nuestra transformación en Cristo.
- Martin Heidegger (1889-1976): Criticó la teoría de la fenomenología de Husserl mientras trataba de desarrollar una teoría de la ontología que lo llevó a su teoría original del Dasein, el ser humano abstracto en su gran obra Ser y Tiempo. Heidegger considera que la perspectiva desde la que la ciencia considera las cosas no es suficiente y limita u oculta el conocimiento de la entidad como realidad, quedándose solo en su aspecto de mero objeto.[20] La ciencia trata de objetividades, pero la filosofía va más allá en su acción clarificadora que abre la conciencia al horizonte del sentido y a la comprensión intuitiva de la plenitud de significado. La física no puede llegar a la pregunta por la cosa.[21][22] Esto nos lleva a una distinción entre comprensión intuitiva y comprensión teórica, mostrando que cuando queremos comprender la realidad plena de significado partimos necesariamente de lo que es por sí mismo natural y anterior al propio significado. Curiosamente Heidegger coincide en este planteamiento con los filósofos analíticos, herederos del positivismo, que parten de supuestos completamente diferentes como Austin o Davidson y Rorty y entra de lleno en la consideración actual del problema de la evidencia y su relación con el lenguaje.
- Edith Stein (1891-1942): Estableció una diferencia fundamental entre los problemas de la naturaleza y los problemas de la subjetividad.
- Alfred Schütz (1899-1959): Desarrolló una fenomenología del mundo social sobre la base de la experiencia diaria, que ha influido a sociólogos importantes como Peter Berger y Thomas Luckman.
- Maurice Merleau-Ponty (1908-1961): considera que la fenomenología es el estudio de las esencias de la experiencia; la experiencia corporal es crucial en la comprensión del mundo y en la interacción con él: el mundo no es lo que yo pienso, sino lo que yo vivo (en: Fenomenología de la percepción) divergiendo así de la tradición filosófica que considera a la conciencia como la real fuente de conocimiento. Merleau-Ponty se basó en los resultados de laboratorio de psicología y en trabajos con pacientes con diversas  alteraciones, como el caso del miembro fantasma de los amputados, o la anosognosia y la apraxia. La primacía de la encarnación o incorporación lo alejó de la fenomenología hacia lo que él llamaría "ontología indirecta" (ontologie indirecte), porque es una ontología que solo resulta de la fenomenología corporal, o también la ontología de "la carne del mundo" (la chair du monde), como aparece en su obra final e incompleta, Le Visible et l'Invisible, y en su último ensayo publicado en vida, L’Oeil et l’Esprit
- Jean-Paul Sartre (1905-1980): Empleó el método fenomenológico de Edmund Husserl, que había estudiado en Berlín, para desarrollar su célebre obra El ser y la nada que explicó en una ontología existencialista atea. También, con base en la fenomenología de Husserl, escribió la Trascendencia del Ego, donde plantea su tesis sobre la conciencia de sí y la conciencia de mundo.
- Emmanuel Lévinas (1906-1995): Su magisterio permitió la difusión de la fenomenología alemana en Francia. A la manera de Paul Ricoeur y Jules Lasalle, Lévinas consagró su vida y su obra a la reconstrucción del pensamiento ético después de la Segunda Guerra Mundial, que pasó confinado en un campo de concentración alemán y en la que casi toda su familia fue asesinada. Dedicó una parte importante de su obra a atacar a su antiguo maestro Heidegger, cuya ontología asoció con la voluntad de poder, el ateísmo y el egoísmo. Lévinas concluye que lo existente, que da sentido a los entes en el mundo, produce una impersonalidad árida, neutra y sutil, que solo podría ser superada en el «ser-para-el-otro», como momento ético de respeto a la Alteridad.[23]
- Francisco Varela (1946-2001): Biólogo y filósofo chileno, que planteó las bases de estudio de la fenomenología experimental a través de la neurociencia.
- Jean-Luc Marion (1946): Se encuentra entre los filósofos vivos de más renombre en el mundo. Se caracteriza por aunar el pensamiento filosófico con la fenomenología y entre sus ideas más importantes cabe destacar el don, el amor y la intencionalidad.